# 프라하의 아기 예수

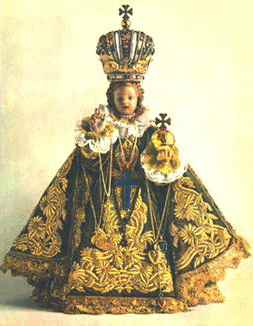
프라하의 아기 예수

프라하의 아기 예수(체코어: Pražské Jezulátko)는 체코 프라하의 말라스트라나에 있는 승리의 성모 성당에 모셔져 있는 유명한 아기 예수상이다.
약 60cm 정도의 크기에 나무로 조각되어 그 위에 밀랍이 씌워져 있다. 세 살 정도의 아이 모습을 하고 있으며 값비싼 대관식용 외투를 걸치고 있고 머리에는 아주 큰 보석으로 장식된 왕관이 씌여 있다. 왼손에는 십자가가 달린 지구의를 들고 있으며 오른손은 축복을 내리는 듯 위로 들고 있다.

## 역사
스페인의 한 가톨릭 수도원에서 발현된 아기 예수의 모습대로 제조된 이 성상이 체코에 모셔지게 된 경위는 다음과 같다.
스페인 남부 코르도바와 세비야 사이에 있는 콰달키비르 지역에는 옛적에 스페인 땅에서 유명했던 수도원이 있었는데 이슬람교도들에 의해 철저하게 파괴되어 몇 명의 수도자들만이 폐허더미 속에 살게 되었다. 그들 가운데에 아기 예수에 대한 신심이 깊은 요셉이라는 이름의 수사가 한 명 있었는데 그가 어느날 열심히 바닥을 쓸고 있을 때였다. 유별나게 우아한 모습의 한 아이가 갑자기 그의 앞에 나타났다. 그 아이는 수사에게 “정말 비질을 잘하시네요. 바닥이 눈부시게 번쩍이는데요. 하지만 지금 성모송을 바칠 수 있어요?”라고 묻자 수사는 약간 당황하였지만 사랑스러운 눈으로 그 아이를 바라보면서 그렇다고 대답하였다. 그러자 아이가 “그럼 성모송을 바로 바쳐주세요. 제발 당장요.”라고 간청하였다. 수사는 두손을 모으고 그 자리에서 “은총이 가득하신 마리아님, 기뻐하소서.”하며 이어나갔는데 “태중의 아들 예수님 또한 복되시나이다.”에 이르렀을 때 그 아이가 갑자기 “그게 바로 나다!”라고 외쳤다. 수사는 그 말을 듣고 깜짝 놀랐다. 자기 앞에 서 있는 아이는 바로 아기 예수였던 것이다. 그러자 곧 그 아이는 사라져버렸고 그는 무척 섭섭해했다. 이후 수사는 아기 예수에 대한 그리움으로 가득찼고 다시 한 번 아기 예수를 만나기를 바라며 하루하루를 보냈다. 그러던 어느날 기도하던 중에 아기 예수의 목소리가 들려왔다. 아기 예수는 “너는 내 모습대로 밀랍 인형을 만들어라.”라고 명령하였다. 그는 당장 일을 시작하여 재료를 구하고 아기 예수의 모습을 만드는 작업을 시작했다. 아기가 사라진 뒤 그는 기억을 더듬어가며 여러 가지 모습을 만들었다. 그런데 그의 누추한 방 안에 한 무리의 천사들에 둘러싸여 아기 예수가 또다시 나타났다. 그는 “나다. 내가 왔다. 이제 이 작품은 완벽하게 진행될 수 있다. 나를 바라보아라. 이제 너는 내가 지닌 천상의 얼굴 표정을 그대로 밀랍에 새길 수 있을 것이다.”라고 말했다. 수사는 당장 그 아기의 모습대로 밀랍에 형을 떴고 황홀한 기쁨으로 가득찼다. 아기 예수와 혼동할 만큼 똑같은 형태의 밀랍 인형을 다 만든 수사는 감동에 젖어 무릎을 꿇고 기쁨의 눈물을 흘리며 그 자리에서 평온하게 숨을 거두었다. 수도원장은 성대한 행렬을 갖추어 그 밀랍 성상을 성당에 모셨다.
1년 후에, 도나 이사벨라 후작이 이 아기 예수상을 가져갔으며, 딸인 마리아 만리케츠가 보헤미아의 귀족 브라티슬라 폰 페른스타인과 결혼할 때 혼인 선물로 주었다. 집안의 가보인 아기 예수상을 보헤미아로 가지고 간 마리아 만리케츠는 그것을 다시 자신의 딸 마리아 폴리세나가 영주 아달베르트폰 롭코비츠와 결혼할 때 선물하였다. 그런데 1623년 남편이 죽음으로써 과부가 된 폴리세나는 당시 친분이 있었던 프라하의 승리의 성모 가르멜회 수도원 수사들이 극심한 빈곤상태에 처해 있다는 소식을 듣고 집안의 가보인 아기 예수상을 그 수도원에 기증하였다. 그러자 곧 그 수도원에 수많은 신자들이 몰려옴으로써 수도원의 상황은 크게 호전되었다. 하지만 30년 전쟁으로 인해 보헤미아도 종교 전쟁에 휩쓸렸기 때문에 이 수도원은 또다시 몹시 어려운 시기를 보내야 했고 이 아기 예수에 대한 대중의 신심도 침체되었다. 더구나 1631년 작센 군대가 이 수도원을 약탈하고 아기 예수상을 제대 뒤에 내팽겨쳐버려 팔이 부러진 채 오랫동안 그 자리에 방치되는 모욕을 당했다.

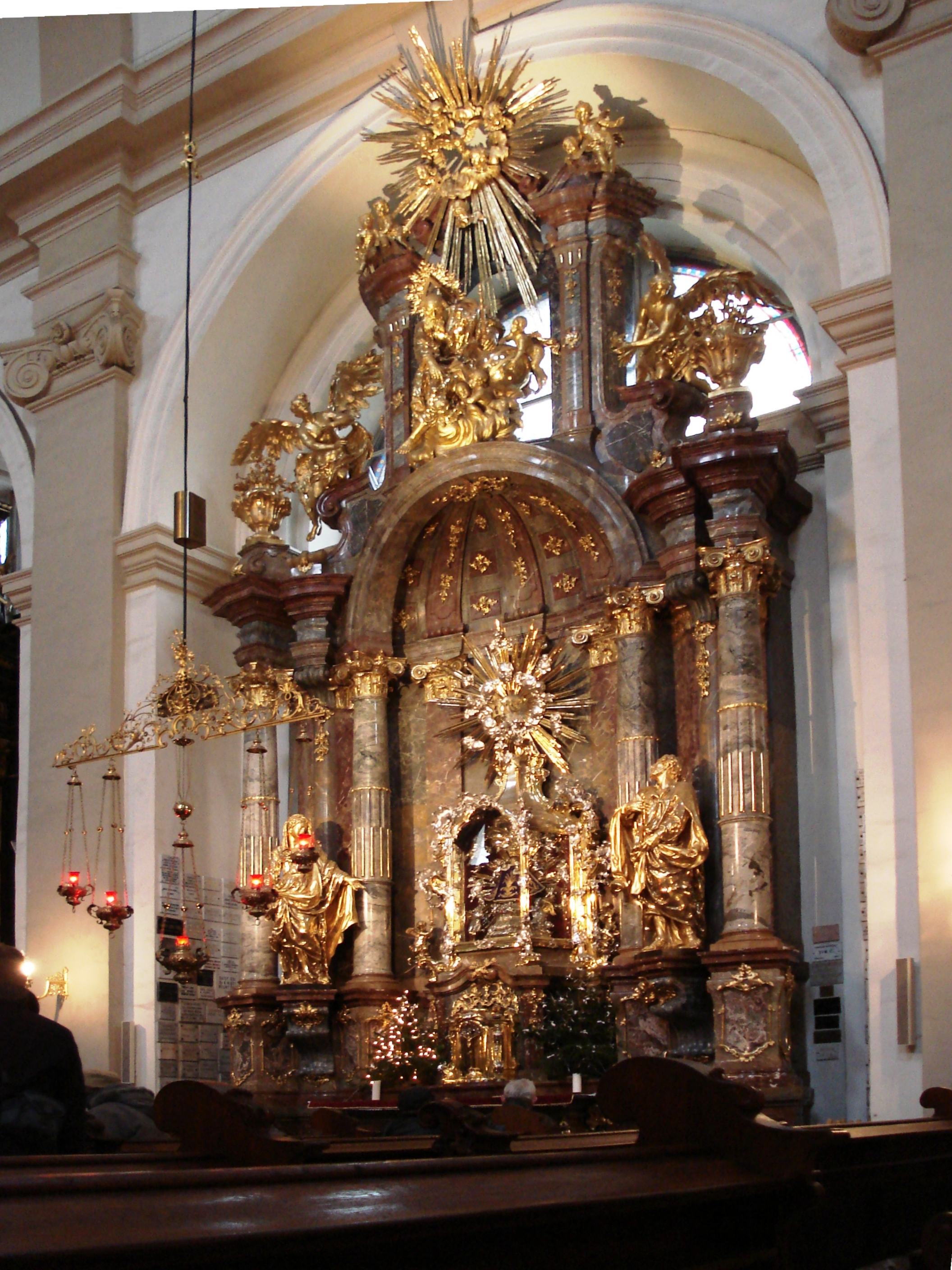
아기 예수상이 모셔져 있는 승리의 성모 성당의 중앙 제대.

그로부터 9년이 지난 뒤 예전의 이곳 수도원의 수련자였던 한 사제가 프라하로 다시 돌아왔다. 그는 먼지에 뒤덮인 아기 예수상을 발견하고는 눈물을 흘리며 마음 아파했는데, 이때 하늘에서 한 목소리가 들려왔다. “나를 불쌍히 여겨다오. 그러면 나도 너희를 불쌍히 여길 것이다. 내 손을 되찾아 주어라. 그러면 나는 너희에게 평화를 주겠다. 너희가 나를 경배하는 것처럼 나도 너희를 찾아갈 것이다.” 그는 그 즉시 수도원장에게 달려가 훼손된 아기 예수상을 고치게 해달라고 청원했고, 그것이 받아들여져 그 성상은 전용 경당을 갖게 되었으며, 경당의 중앙 제대에 있는 감실 위에 모셔져 공경받게 되었다. 그 이후 매년 1월이면 ‘은총을 풍성히 내려 주시는 프라하의 아기 예수님 축제’가 이곳에서 열리게 되었다, 그리고 1655년 4월 4일에는 지체 높은 귀족들이 대거 참석한 가운데 프라하 대교구의 부교구장 주교의 집전으로 성대한 대관식을 가졌다. 오스트리아의 마리아 테레지아는 프라하를 방문할 적에 승리의 성모 성당을 찾아가 아기 예수상에게 많은 보석이 박힌 초록색 벨벳옷을 입혀 주었다.

## 같이 보기
- 그리스도상
- 아기 예수